# Kolonia Bondyrska
Kolonia Bondyrska – część wsi Bondyrz w Polsce położona w województwie lubelskim, w powiecie zamojskim, w gminie Adamów.
W latach 1975–1998 Kolonia Bondyrska administracyjnie należała do województwa zamojskiego.